# 살리 베리샤
살리 라머 베리샤(알바니아어: Sali Ramë Berisha, 1944년 10월 15일 ~ )는 알바니아의 정치인이다. 1992년 4월 9일부터 1997년 7월 24일까지 알바니아의 제2대 대통령을 역임했으며 2005년 9월 11일부터 2013년 9월 15일까지 알바니아의 총리를 역임하였다.

## 인물과 경력
1967년 티라나 대학교 의학과를 졸업했다. 1980년에서 1990년까지 티라나 대학교에서 교수로 근무하는 동안에 수많은 연구 논문을 발표했다. 또한 티라나에서 심장 외과 의사로서 근무하면서 심장 의학 진료소를 열기도 했다. 1989년에 시작된 반공산주의 세력의 지도자로서 정계에 진입하였다. 1990년 12월에 일어난 학생 민주화 운동을 지지했고 1991년에는 알바니아 민주당 당수로 선출되었다.
1992년 사회주의 정권 붕괴 이후에 알바니아에서 처음으로 실시된 총선에서 민주당이 압승하면서 대통령으로 선출되었다. 1997년 알바니아 정부와 유착 관계를 맺고 있던 피라미드 회사들의 연쇄 파산을 계기로 알바니아 전역에서 일어난 폭동으로 인해 야당이 조기 총선을 추진하고 대통령 퇴진을 요구하면서 알바니아는 혼란에 빠지게 된다.
1997년 6월 29일에 실시된 총선에서 야당으로 있던 알바니아 사회당이 승리하자 1997년 7월 24일에 정국 혼란의 책임을 지고 사퇴했다. 2005년 9월 11일부터 2013년 9월 15일까지 알바니아의 총리를 역임하였다.

## 같이 보기
- 알바니아 공산주의의 최후